# Zürcher Patent-Motorwagen-Fabrik Rapid
Zürcher Patent-Motorwagen-Fabrik Rapid était un constructeur automobile suisse.

## Historique de l’entreprise
Située au 7 Bodmerstrasse à Zurich-Enge (en), sous la direction de Jacques Syz, la société a repris une licence d’Egg & Egli le 12 avril 1899 et a commencé à produire des automobiles. Le nom de marque était Rapid. À la fin de l’année 1900, la production a pris fin après la production d’environ 100 exemplaires.

## Véhicules
Le seul modèle était un tricycle basé sur le tricycle Egg & Egli, mais révisé. Le châssis se composait d’un cadre tubulaire. La propulsion était assurée par un moteur monocylindre refroidi par eau, qui était monté devant la roue arrière dans la conception du moteur central. La puissance du moteur, originaire de Suisse et ressemblant aux moteurs De Dion-Bouton, était d’un peu plus de 3 ch. La puissance était transmise à la roue arrière individuelle au moyen d’une courroie. Le poids était de 280 kg et la vitesse maximale était de 45 km/h. Le prix initial était de 2500 francs suisses.